# Bruno Rangel (Fußballspieler)
Bruno Rangel Domingues, genannt Bruno Rangel, (* 11. Dezember 1981 in Campos dos Goytacazes; † 28. November 2016 bei La Unión, Antioquia, Kolumbien) war ein brasilianischer Fußballspieler. Der Rechtsfuß wurde als Mittelstürmer eingesetzt.

## Karriere
Bruno Rangel begann seine Laufbahn 2002 bei Goytacaz FC. Es folgten diverse Vereinsstationen, bis er 2009 zum Águia de Marabá FC kam. Für diesen bestritt er sieben Spiele in der Série C sowie eines in der Copa do Brasil. In den Folgejahren wechselte er weiterhin. 2010 wurde er Torschützenkönig in der Série C mit dem Paysandu SC und 2011 Meister der Série mit dem Joinville EC. Zum Titelgewinn steuerte er bei 14 Einsätzen drei Tore bei. In der Folgesaison 2012 startete Rangel noch mit Joinville in der Série B, verließ den Klub aber noch während der Saison. Er schloss sich dem in der Série D vertretenen CA Metropolitano an.
2013 wurde er vom Chapecoense verpflichtet. Er lief für den Klub in der Staatsmeisterschaft von Santa Catarina und der Série B auf. Bei 48 Einsätzen erzielte er 34 Tore. Von den 60 Toren, die Chapecoense in der Meisterschaft erzielte, waren 31 von Rangel, womit er Torschützenkönig wurde. Chapecoense wurde Tabellenzweiter und stieg in die Série A auf.
Anfang 2014 wechselte Rangel zu Al-Arabi. Für diesen Klub bestritt er in der Qatar Stars League sein erstes Spiel am 5. April 2014. Im Spiel gegen al-Gharafa Sports Club wurde er in der 85. Minute für Wanderley eingewechselt. Ab Juli des Jahres lief Rangel wieder für Chapecoense auf. Die Mannschaft des Vereins spielte in der Série A und Rangel debütierte in der Liga am 19. Juli 2014 im Spiel gegen den FC São Paulo. Sein erstes Tor in der Liga erzielte Rangel am 30. August 2014 gegen den späteren Meister Cruzeiro Belo Horizonte. Er traf in der 70. Minute zum zwischenzeitlichen 3:2-Anschluss (Entstand 4:2). Mit dem Klub spielte Rangel 2015 das erste Mal auf internationaler Klubebene. Im Achtelfinale der Copa Sudamericana 2015 wurde er am 2. Oktober im Spiel gegen Club Libertad in der 78. Minute für Túlio de Melo eingewechselt. Im notwendigen Elfmeterschießen verwandelte er den ersten Schuss. Den ersten Treffer aus dem Spiel heraus erzielte Rangel am 29. Oktober im Viertelfinale des Wettbewerbs gegen CA River Plate. Er traf hier in der 22. Minute per Kopf nach Vorlage von Dener zum 1:0. Auch den 2:1-Entstand markierte er in dem Spiel. Mit rechts traf er in der 53. Minute nach Pass von Willian.
Rangel starb beim Absturz des LaMia-Fluges 2933 am 28. November 2016. Am 2. Dezember 2016 erklärte der südamerikanische Fußballverband Conmebol den Klub zum Sieger der Copa Sudamericana 2016.

## Erfolge
Paysandu
- Campeonato Paraense: 2010

Joinville
- Meister Série C: 2011

Chapecoense
- Staatsmeisterschaft von Santa Catarina: 2016

## Auszeichnungen
Paysandu
- Torschützenkönig Série C: 2010 (9 Tore)

Chapecoense
- Torschützenkönig Série B: 2013 (31 Tore)
- Torschützenkönig Staatsmeisterschaft von Santa Catarina: 2016 (10 Tore)
- Copa Sudamericana: 2016